# Hans Ebeling (Philosoph)
Hans Ebeling (* 8. August 1939 in Braunschweig) ist ein deutscher Philosoph.
Ebeling studierte Philosophie in Tübingen und Freiburg im Breisgau, bei Ernst Bloch in Tübingen und bei Martin Heidegger in Freiburg. 1967 promovierte Ebeling an der Albert-Ludwigs-Universität Freiburg, 1975 folgte die Habilitation. Er lehrte in Freiburg als Privatdozent und hatte von 1973 bis 1976 einen Lehrauftrag an der Universität Heidelberg. 1978/79 übernahm er eine Lehrstuhlvertretung an der FU Berlin und 1980/81 an der Universität Frankfurt am Main, 1981 eine außerplanmäßige Professur an der Universität Freiburg und 1982 eine Gastprofessur an der Universität Klagenfurt. Von 1981 bis zu seiner Emeritierung 2004 war er Ordinarius für Philosophie an der Universität Paderborn.

## Werke (Auswahl)
- Über Freiheit zum Tode, 1967
- Selbsterhaltung und Selbstbewußtsein, 1979
- Freiheit, Gleichheit, Sterblichkeit, 1982
- Vernunft und Widerstand, 1986
- Ästhetik des Abschieds, 1989
- Heidegger – Geschichte einer Täuschung, 1990
- Martin Heidegger: Philosophie und Ideologie, 1991
- Das Subjekt in der Moderne, 1993
- Gut und Böse: Überquerung des Nihilismus jenseits von Nietzsche, 1995
- Das andere Gesetz: Letzte Philosophie und die Lehre vom Einen, 1996
- Vom Ursprung der Philosophie: Der Tod, das Nichts und das Eine, 1997
- Wozu Philosophie? Über das Eine jenseits des Seins, 1998
- Über das Alter und das Ende der Torheit, 1999
- Die Maske des Cartesius, 2002
- Unfrisierte Bekenntnisse, 2004

Herausgeber
- Subjektivität und Selbsterhaltung, 1976
- Der Tod in der Moderne, 1979
- Mit Ludger Lütkehaus: Schopenhauer und Marx: Philosophie des Elends, Elend der Philosophie?, 1980